# 尤寧希爾 (紐約州)
尤寧希爾（英語：Union Hill）是位於美國紐約州門羅縣及韋恩縣的非建制地區。

## 歷史
尤寧希爾的郵局自1870年營運至今。

## 地理
尤寧希爾所處的海拔為高於海平面137米（即449英呎），而該地所採用的時區為UTC-5，即北美东部时区（EST）。同時該地設有夏令時間，為UTC-5調快一小時，即UTC-4（EDT）。